# Gambusia hispaniolae
Gambusia hispaniolae es un pez de la familia de los pecílidos en el orden de los ciprinodontiformes.

## Morfología
Los machos pueden alcanzar los 3 cm de longitud total.

## Distribución geográfica
Se encuentran en Haití y en la República Dominicana.